# Jeanne Werner
Jeanne Werner (* 30. August 1985 in Luxemburg) ist eine luxemburgische Schauspielerin.

## Leben
Jeanne Werner studierte Schauspiel von 2006 bis 2011 an der Zürcher Hochschule der Künste. Bereits zu dieser Zeit spielte sie Theater in Luxemburg und in der Schweiz und hatte erste Filmrollen.
2015 spielte sie als „Doro“ in Colonia Dignidad – Es gibt kein Zurück. 2017 wirkte sie als „Elsa“ in Es war einmal in Deutschland … mit. 2022 spielte sie Ida Ferenczy im preisgekrönten Historiendrama Corsage.

## Filmografie (Auswahl)
- 2013: Bevor der Winter kommt (Avant l’hiver)
- 2015: Colonia Dignidad – Es gibt kein Zurück
- 2017: Es war einmal in Deutschland …
- 2018: Invisible Sue – Plötzlich Unsichtbar
- 2019: Cru (Kurzfilm)
- 2022: Der Passfälscher
- 2022: Corsage
- 2024: Nebelkind – The End of Silence